# Алфатар
Алфата́р (болг. Алфатар) — город в Болгарии. Находится в Силистренской области, входит в общину Алфатар. Население составляет 1726 человек.

## Политическая ситуация
Алфатар подчиняется непосредственно общине и не имеет своего кмета.
Кмет (мэр) общины Алфатар — Радка Георгиева Желева (Болгарская социалистическая партия (БСП)) по результатам выборов.